# Георгий IV Гуриели
Георгий IV Гуриели (груз. გიორგი გურიელი; ум. 1684) — князь Гурии под именем Георгия III (1669—1684), царь Имеретии (1681—1683), сын князя Гурии Кайхосро I Гуриели (1625—1658).

## Биография
В 1681 году после смерти имеретинского царя Баграта Слепого имеретинские вельможи посадили на царский престол в Кутаиси князя Георгия Гуриели. В это время в Одиши был оставлен наместником Кация Чиковани. Он истребил многих знатных жителей и подчинил своей власти всё княжество Одиши. В княжество стали вторгаться абхазы, с которым князь Георгий успешно боролся. После смерти Кация Чиковани правителем Одиши стал его сына Георгий Чиковани. Он продолжал политику своего отца. Имеретинский царь Георгий Гуриели отказался жить со своей женой Дареджан, дочерью Баграта Слепого, и женился на своей теще Тамаре. Георгий Гуриели пытался захватить Одиши. Однако Георгий Липартиани привёл Левана Дадиани, сына князя Левана III Дадиани от служанки, и посадил его на княжение в Одиши. Между тем царевич Александр, сын и наследник Баграта V Слепого, находился у картлийского царя Георгия. Георгий XI предложил ахалцихскому паше Юсуф-паше посадить Александра на царский трон в Имеретии.
В 1682 году картлийский царь Георгий XI отправил царевича Александра с дарами в Ахалцихе. Турецкий султан прислал Александру халат и саблю, пожаловал ему во владение Имеретию и приказал Юсуф-паше возвести его на царский престол. В 1683 году ахалцихский паша с турецким войском вступил в Имеретию и посадил Александра IV на царство. Георгий Гуриели бежал из Кутаиси в Гурию. После смерти Кации Чиковани князь Георгий Гуриели женился на его жене и мачехе Георгия Липартиани, племяннице эристава Шошиты, и с их помощью пытался захватить вначале Одиши, а потом Имеретию.
В 1684 году князь Гурии Георгий Гуриели скончался, оставив двух сыновей. После смерти Георгия княжеский трон в Гурии захватил его брат Малакия Гуриели (1684—1685), отстранив от власти своих племянников.